# Equisetum bogotense
La cola de caballo o limpiaplata (Equisetum bogotense) es una equisetácea perenne con tallos articulados. Enriquecidos con sílice, tallos rizomatosos. Este tallo es pardusco con escrecencias glabras y segmentos escamosos.

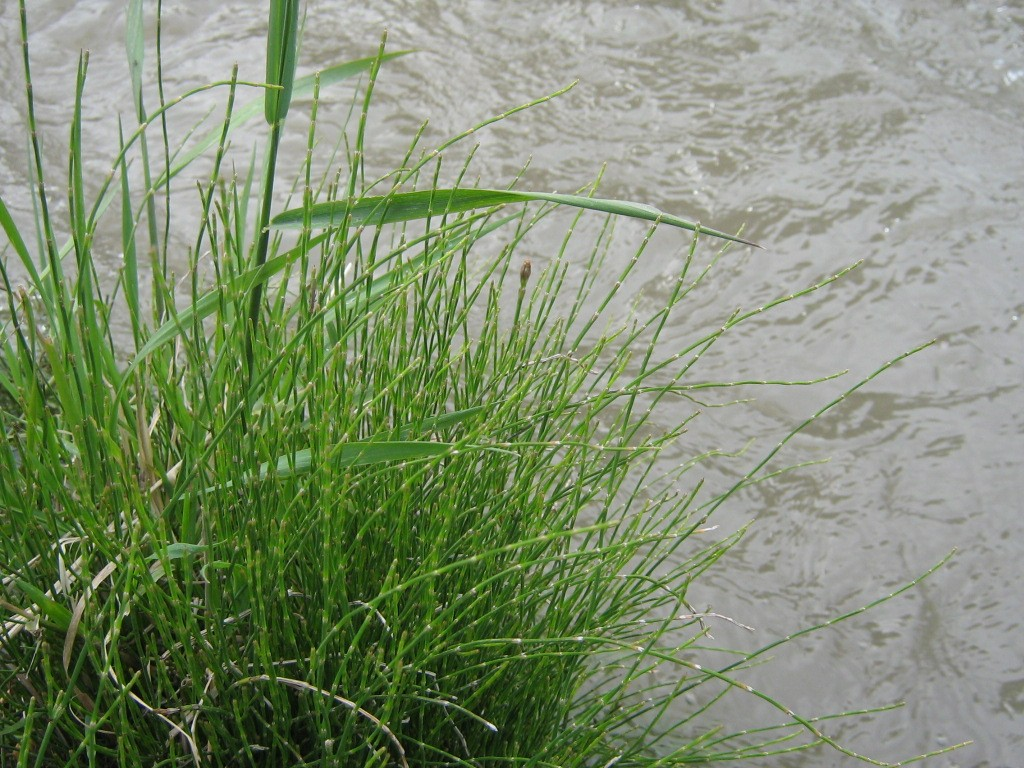
En su hábitat

## Descripción
Tiene tallos que alcanzan un tamaño de 20 a 60 (-100) cm x 1-2 mm, con 5-6 crestas bianguladas, con verticilos regulares de ramas; ramas con 4 crestas prominentemente sulcadas; vainas nodales 3-6 x 2.5-3 mm, verdes, con segmentos sulcados y parduscos, con dientes papiráceos; estomas dispersos a lo largo de los valles; estróbilos obtusos.

## Distribución
Se encuentra en sitios húmedos a una altitud de 1000 a 3000 metros s.n.m. en Costa Rica, Panamá, Colombia, Venezuela, Ecuador, Perú, Bolivia, Brasil, Paraguay, Uruguay, Chile y Argentina.
Aunque se suele confundir con E. giganteum, en los nombres vernáculos de cola de caballo, es bien típica -carece de una fístula-, E. giganteum posee tallos huecos. Equisetum bogotense se conoce localmente, en Chile, como limpiaplata o hierba del platero, entre los herbolarios que la emplean como diurético.

## Taxonomía
Equisetum bogotense fue descrita por  Carl Sigismund Kunth y publicado en Nova Genera et Species Plantarum (quarto ed.) 1: 42 en 1815 [1816].
Etimología
Equisetum: nombre genérico que proviene del latín: equus = (caballo) y seta (cerda).
bogotense: epíteto geográfico que alude a su localización en Bogotá.

## Posición filogenética
En un estudio publicado en 2018 por Elgorriaga y colaboradores, se sugiere que Equisetum bogotense es la especie más aislada filogeneticamente del resto de sus congéneres, estando más cercanamente emparentada con especies fósiles y formando parte de un linaje de al menos 150 millones de años. Además, no formaría parte de ninguno de los dos subgéneros de Equisetum, que contienen a las otras 14 especies actuales más especies fósiles.